# Радиовце
Радиовце (макед. Радиовце) — село в общине Брвеница около города Тетово в Республике Македонии. Несмотря на то, что село Радиовице основано относительно недавно, оно играет значительную роль для близлежащих поселений. Радиовце может служить примером многокультурного места с низким уровнем национализма и межэтнической напряженности. Село исторически делится на части: Верхний, Средний и Более низкий Радиовце и также Збирало, Ваков и место Корикянско.

## География и положение
Радиовце — одно из немногих равнинных сёл в общине Брвеница. Деревня находится неподалёку от рек Вардар и Боговинска. Эти реки нужны как для сельскохозяйственных нужд, так и для рыбной ловли. Благодаря этим двум рекам, протекающим рядом с Радиовце, земля пригодна для сельского хозяйства — она может быть засеяна зерном, бобами — очень популярными в Македонии — пшеницей, рожью, также различными овощами и фруктами, которые высаживаются здесь в течение столетий. Для жителей Радиовце важна гора Сува-Гора около деревни. Гора — источник леса для обогрева населения деревни, для деревообрабатывающей промышленности, важный источник сырья для местных фабрик. Эти две реки и гора обеспечивают Радиовце выгодное положение. Важно упомянуть и региональную дорогу, которая соединяет Гостивар и Тетово. Благодаря этой дороге Радиовце — один из важных пунктов транзита в долине Полог.

## История
В конце XIX века Радиовце было частью области Тетово Османской империи. По данным болгарского этнографа Васила Кынчова в конце XIX века в Радиовце было 150 жителей, главным образом болгары-христиане. Тогда духовным лидером жителей являлась болгарская церковь. После падения Османской империи село Радиовце и вся область Вардар отошли к Сербии. После Первой мировой войны Македония стала частью Королевства Сербов, Хорватов и Словенцев. После Второй мировой войны Вардарская Македония вошла в состав Социалистической Федеративной Республики Югославии как равноправная республика. После распада СФРЮ Радиовце стал частью независимой Македонии.

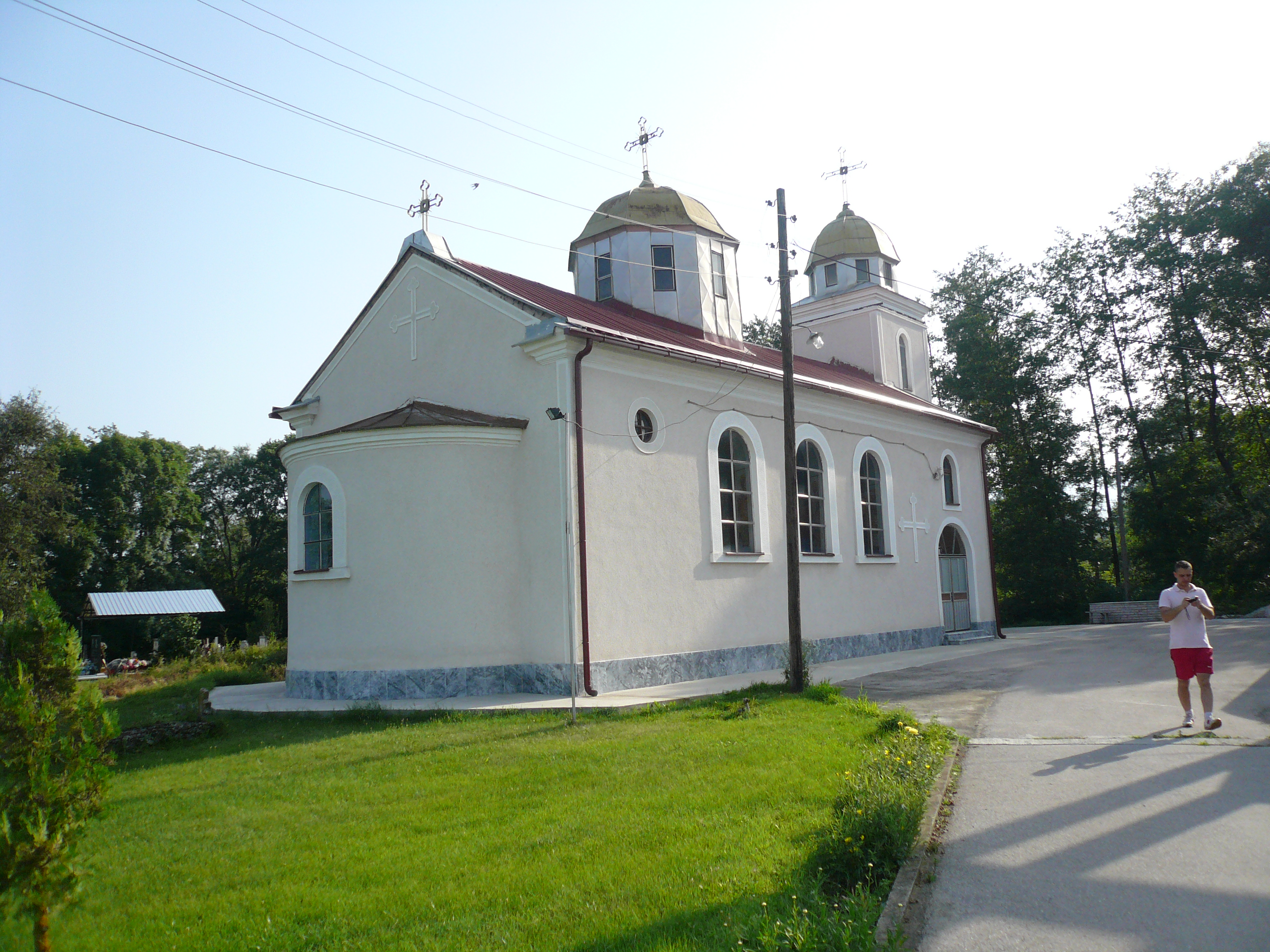
Храм во имя Святого Атанасия

## Этимология названии Радиовце
История происхождения названия деревни Радиовце хорошо известна всем жителям Радиовце и близлежащих поселений. Когда-то на месте деревни находились пастбища для овец. Однажды сюда попал человек, любивший пространство, и свой домик он построил на равнине. Этот человек и его дом удивляли окружающих жителей, они спрашивали его о причине поселения. На что он отвечал: Ради овце (на диалекте Тетово «из-за овец»). Кроме того, есть другая версия происхождения названия; она гласит, что люди приехали в существующую деревню с гор, дабы жить в ней для Рад и Овце (на тетовском наречии «для работы и овец»). Радиовчан называют также Ракарями, что означает Крабов — раньше в реках рядом с Радиовце было много крабов; сейчас они там не обитают.

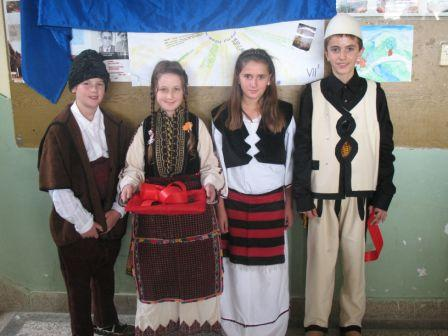
Дети из Радиовице в национальных македонских и албанских костюмах

## Население и демография
Согласно переписи 2002 года деревня имеет 1 049 человека. Население Радиовце относится к разным культурам. Здесь живёт 346 македонцев, 691 албанцев и 12 цыган и сербов. С исторической точки зрения, население Радиовце всегда включало различные этнические группы. Кроме того, необходимо заметить, что люди приехали из разных частей долины Полог и из различных районов Македонии. Большая часть населения прибыла из ближайших деревень Жеровяне, Лисец, Градец, Стримница и из долины Поречиe. Большинство албанских жителей родом из деревень Гургурница, Корита и Чегране.

## Отношения с соседними городами
Несмотря на то, что Радиовце ближе к Гостивару, Радиовчане всегда считались жителями Тетовского района. Проблемы населения решаются приказами администрации Тетово; он является образовательным и торговым центром, местом расположения главной больницы. Но с Гостиваром жители поселка тоже имеют добрососедские отношения. Часть молодежи Радиовце посещает его школу, некоторые праздники традиционно отмечаются в Гостиваре.

## Спорт и отдых
Спорт в поселке был представлен футбольным клубом «Радайовс», расформированным с 1990 года. После этого предпринимались попытки восстановления клуба, но они были безуспешны вследствие отсутствия должного финансирования. Клуб победил в региональной футбольной лиге в Тетово.
Река Вардар, протекающая неподалёку, а также место её слияния с Боговиской, являлись привлекательными местами для туристов, но загрязнение рек местными фабриками положило этому конец.

## Люди, связанные с Радиовце
- Йован Павловски (р.1937) — Македонский писатель
- Живко Стефановски (1923—2008)— писатель-публицист и журналист
- Душко Милевски (†2005) — Специалист Доктора
- Бошко Стефаноски († 2005) — экономист и автор
- Бобан Веляновски — местный музыкант
- Денис Илоски — местный музыкант `